# Croton yunnanensis
Croton yunnanensis är en törelväxtart som beskrevs av William Wright Smith. Croton yunnanensis ingår i släktet Croton och familjen törelväxter. Inga underarter finns listade i Catalogue of Life.